# Chiesa di Sant'Anna ai Monti
La chiesa di Sant'Anna ai Monti è stato un luogo di culto cattolico situato in regione Monti, lungo la via Julia Augusta, nel comune di Alassio in provincia di Savona.

## Storia e descrizione
La chiesa viene considerata la prima parrocchia di Alassio costruita nel 940. Tuttavia questa è una data che non presenta nessun tipo di fondamento storico: non esistono fonti che accertino un'affermazione del genere. Da una ricostruzione storica condotta da P. Lietti, funzionario religioso che si preoccupò addirittura di condurre analisi approfondite sull’edificio, la prima porzione di costruzione fu scavata nella roccia viva dai Romani e risalirebbe al II secolo A.C., poi ampliata successivamente nella prima epoca Cristiana. Quello che è stato sempre detto è che è stata parrocchia di Alassio (la prima) fino al 1507 e l'edificio è uno dei primi luoghi di culto della zona poiché fu eretto intorno al 940 dai monaci benedettini dell'isola Gallinara. Officiata fino alla dominazione francese di Napoleone Bonaparte (1797), fu venduta a privati che adibirono l'antico edificio di culto in una stalla.
Successivamente abbandonata e ridotta ad un rudere, fu negli anni 1968-1970 interessata da un accurato restauro che permise l'apertura della chiesa ai fedeli. In occasione dei lavori restaurativi sono stati rinvenuti affreschi, databili al XV secolo, tra cui il più esteso è posizionato sulla parete sinistra del porticato; l'affresco raffigura il Cristo Pantocratore racchiuso in una mandorla insieme ad una folla di beati e a destra l'Angelo della salvezza. Un altro frammento raffigura il volto di sant'Anna.
Oggi l'edificio, di proprietà privata, affaccia sulla strada romana con la parte esterna completamente restaurata e meta turistica di migliaia di persone che percorrendo l’antico sentiero si fermano ad ammirare l’edificio e la vista diretta che offre sul Porto di Alassio.
In realtà la storia di Sant'Anna è molto più complicata e misteriosa. Le prime fonti che ne parlano sono del 1435. 
Immersi nei terreni circostanti, sempre di proprietà privata, sono presenti tra antichi ruderi che pare fungessero come prime prigioni, oggi dismesse.
La Chiesa di Sant’Anna ai Monti è inoltre di interesse culturale e tutelata da parte della Soprintendenza Archeologia Belle Arti e Paesaggio per le province di Imperia e Savona.